# Wilburgstetten

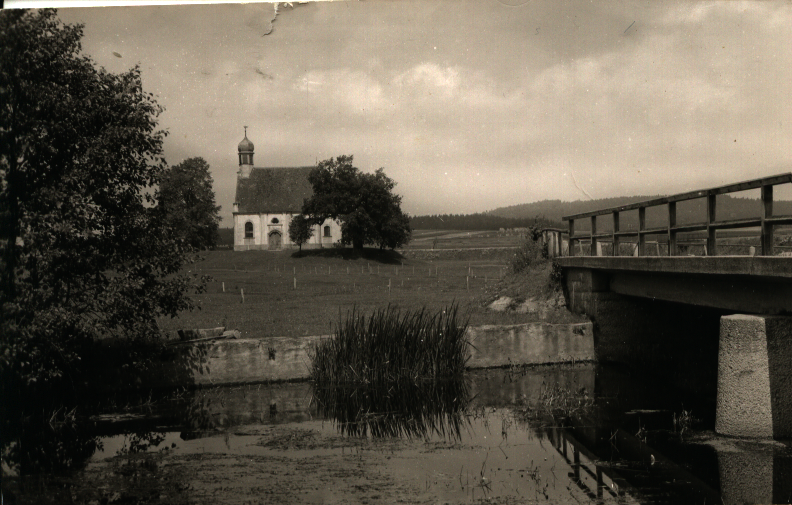
Kaplica pw. św. Krzyża (Hl. Kreuz)

Wilburgstetten – miejscowość i gmina w Niemczech, w kraju związkowym Bawaria, w rejencji Środkowa Frankonia, w regionie Westmittelfranken, w powiecie Ansbach, siedziba wspólnoty administracyjnej Wilburgstetten. Leży około 33 km na południowy zachód od Ansbachu, nad rzeką Wörnitz, przy drodze B25 i linii kolejowej (Feuchtwangen - Nördlingen.

## Współpraca
Miejscowości partnerskie:
- Aignan, Francja
- Kolín, Czechy
- Wittenbach, Szwajcaria